# Vadakkanandal
Vadakkanandal là một thị xã panchayat của quận Viluppuram thuộc bang Tamil Nadu, Ấn Độ.

## Nhân khẩu
Theo điều tra dân số năm 2001 của Ấn Độ, Vadakkanandal có dân số 19.857 người. Phái nam chiếm 51% tổng số dân và phái nữ chiếm 49%. Vadakkanandal có tỷ lệ 61% biết đọc biết viết, cao hơn tỷ lệ trung bình toàn quốc là 59,5%: tỷ lệ cho phái nam là 72%, và tỷ lệ cho phái nữ là 49%. Tại Vadakkanandal, 12% dân số nhỏ hơn 6 tuổi.